# Il giardino delle delizie (film 1967)
Il giardino delle delizie è un film del 1967 diretto da Silvano Agosti.

## Trama
La prima notte di nozze Carlo si ritrova ossessionato dai suoi ricordi e vedrà il suo matrimonio trasformato in un incubo.

## Distribuzione
Il film, pesantemente censurato in Italia, è stato distribuito in Francia con il titolo Le jardin des delices.

## Riconoscimenti
- Mostra internazionale del Nuovo Cinema di Pesaro
  - Primo premio del pubblico
- Esposizione universale e internazionale Montréal 1967
  - Incluso nei dieci migliori film dell'anno